# Schistophleps chamaitoides
Schistophleps chamaitoides là một loài bướm đêm thuộc phân họ Arctiinae, họ Erebidae.